# Nymphula novaguiensis
Nymphula novaguiensis là một loài bướm đêm trong họ Crambidae.